# Aplopsis caviceps
Aplopsis caviceps är en skalbaggsart som beskrevs av Lea 1917. Aplopsis caviceps ingår i släktet Aplopsis och familjen Melolonthidae. Inga underarter finns listade i Catalogue of Life.